# Bassin versant du Rhin
Le bassin du Rhin est un bassin versant situé en Europe occidentale, qui comprend le système hydrologique de son fleuve principal, le Rhin.

## Caractéristiques
Le bassin du Rhin s'étend sur près de 185 000 km2, en Allemagne, aux Pays-Bas, en Suisse, en France, en Autriche, au Luxembourg, en Belgique, au Liechtenstein et en Italie.
Le Rhin s'écoule dans une direction générale nord-nord-ouest le long de régions naturelles très différentes comme les Alpes, les Préalpes suisses, le Plateau suisse, le fossé rhénan, le seuil des moyennes montagnes ou la plaine du Rhin inférieur. Son bassin s'étend également sur environ une moitié du Grand Est en France, presque tout le Luxembourg, et draine également les eaux de la Sûre en Belgique et du Reno di Lei en Italie. Les pertes du Danube constituent une particularité hydrographique : une partie des eaux du Danube supérieur s'infiltrent et vont rejoindre le lac de Constance au travers de la résurgence de l'Aachtopf. Il s'agit là d'un phénomène de capture.
Le bassin comprend un fleuve principal, le Rhin, mesurant 1 233 km. Le Rhin possède 13 affluents de plus de 100 km : la Moselle (560 km), le Main (524 km), le Neckar (367 km), l'Aar (295 km), la Lippe (255 km), la Lahn (242 km), l'Ill (223 km), la Ruhr (217 km), la Sieg (153 km), la Thur (135 km), la Wupper (116 km), la Nahe (115 km) et l'Erft (103 km).
En plus de ces affluents, le bassin comporte plusieurs autres cours d'eau d'une longueur supérieure à 100 km : la Sarre (246 km, affluent de la Moselle), la Sûre (206 km, affluent de la Moselle), le Kocher (182 km, affluent du Neckar), la Meurthe (159 km, affluent de la Moselle), la Reuss (158 km, affluent de l'Aar), la Limmat (140 km, affluent de l'Aar), la Seille (135 km, affluent de la Moselle), la Lenne (128 km, affluent de la Ruhr), la Sarine (126 km, affluent de l'Aar), la Saale franconienne (125 km, affluent du Main), la Tauber (122 km, affluent du Main), la Pegnitz (115 km, affluent de la Regnitz), la Nied (114 km, affluent de la Sarre) et l'Enz (112 km, affluent du Neckar).

Carte du bassin du Rhin et de ces principaux sous-bassins versants.

Le bassin versant du Rhin mesure environ 198 000 km2 et se déploie dans neuf pays :
- Suisse : 28 000 km2 (plus de la moitié de la surface du pays essentiellement par l'Aar)
- Italie : moins de 100 km2
- Liechtenstein : 160 km2, tout le pays
- Autriche : 2 400 km2
- Allemagne : 106 000 km2, presque un tiers du pays
- France : 24 000 km2
- Luxembourg : 2 500 km2, presque tout le pays
- Belgique : moins de 800 km2
- Pays-Bas : 34 000 km2, plus des trois quarts du pays

## Cours d'eau
La liste suivante dresse une liste partielle des cours d'eau composant le bassin du Rhin. Elle est organisée de manière hiérarchique, en remontant de l'embouchure d'un cours d'eau vers sa source. Les lieux entre parenthèses sont les confluents du cours d'eau considéré. Afin de limiter la taille de la liste, elle est limitée aux cours d'eau qui dépassent 50 km, ou qui possèdent un affluent de plus de 50 km de long.

### Delta
Après Emmerich am Rhein et l'entrée du fleuve aux Pays-Bas, le Rhin se divise en deux bras, le canal de Bijland et le canal de Pannerden. Ces deux bras se subdivisent à leur tour et le Rhin forme un vaste delta, en partie commun avec la Meuse. Les différents bras du delta portent différents noms, dont les plus importants sont :
- Rhin inférieur
- Lek
- Waal
- IJssel (se sépare du canal de Pannerden à Arnhem et rejoint la mer du Nord très au nord du reste du delta) :
  - Vieil Yssel
  - Berkel
  - Schipbeek

### Rhin inférieur
Le Rhin inférieur (Niederrhein en allemand) s'étend depuis la confluence avec la Sieg jusqu'au delta.
- Rhin :
  - Lippe (Wesel) :
    - Stever
    - Alme

  - Emscher (Dinslaken)
  - Ruhr (Duisbourg) :
    - Volme
    - Lenne
    - Möhne

  - Erft (Neuss)
  - Wupper (Leverkusen)
  - Sieg (Niederkassel) :
    - Agger
    - Nister

### Rhin moyen
Le Rhin moyen (Mittelrhein en allemand) s'étend depuis la confluence avec la Nahe jusqu'à celle avec la Sieg.
- Rhin :
  - Ankerbach (Bonn)
  - Wied (Neuwied)
  - Moselle (Coblence, Allemagne) :
    - Sarre (près de Konz, Allemagne) :
      - Blies (Sarreguemines)
      - Nied (Rehlingen-Siersburg, Allemagne)

    - Sûre (Wasserbillig, Luxembourg) :
      - Alzette (Ettelbruck, Luxembourg)

    - Orne (près de Mondelange)
    - Seille (Metz)
    - Rupt de Mad (près d'Arnaville)
    - Meurthe (Frouard) :
      - Vezouze (Lunéville)
      - Mortagne (Mont-sur-Meurthe)

    - Madon (Pont-Saint-Vincent)
    - Vologne (Pouxeux)

  - Lahn (Lahnstein)
  - Selz (Ingelheim am Rhein)
  - Nahe (Bingen am Rhein)

### Rhin supérieur
Le Rhin supérieur (Oberrhein en allemand) s'étend depuis le coude du Rhin au centre de Bâle jusqu'à la confluence avec la Nahe.
- Rhin :
  - Main (Mayence)
  - Weschnitz (Biblis)
  - Neckar (Mannheim)
  - Kraichbach (Ketsch)
  - Speyerbach (Spire)
  - Saalbach (Philippsburg)
  - Queich (Germersheim)
  - Pfinz (Dettenheim)
  - Alb (Karlsruhe)
  - Lauter (Lauterbourg)
  - Murg (Rastatt)
  - Sauer (Seltz)
  - Acher (Iffezheim)
  - Moder (Neuhaeusel) :
    - Zorn (près de Rohrwiller)

  - Ill (près de La Wantzenau) :
    - Bruche (près de Strasbourg)
    - Largue (Illfurth)
    - Thur (près d'Ensisheim)

  - Kinzig (Kehl)
  - Elz (Lahr/Schwarzwald)
  - Wiese (Bâle)

### Haut-Rhin
Le Haut-Rhin (Hochrhein en allemand) s'étend depuis le lac de Constance jusqu'au coude du Rhin au centre de Bâle.
- Rhin :
  - Birse (Bâle)
  - Magdenerbach (Rheinfelden)
  - Aar (Koblenz), débit plus important que le Rhin :
    - Limmat :
      - Sihl
      - Linth

    - Reuss :
      - Petite Emme

    - Emme
    - Sarine
    - Orbe :
      - Broye

    - Kander :
      - Simme

  - Wutach (Waldshut-Tiengen)
  - Töss (Freienstein-Teufen)
  - Thur (Flaach) :
    - Sitter

### Rhin alpin
À la confluence du Rhin antérieur et du Rhin postérieur, le fleuve prend le nom de Rhin et plus spécifiquement de Rhin alpin (Alpenrhein en allemand) jusqu'au lac de Constance.
- Rhin :
  - Lac de Constance :
    - Untersee
    - Seerhein
    - Obersee :
      - Linzer Aach
      - Schussen (Eriskirch)
      - Bregenzer Ach

  - Ill (Meiningen)
  - Landquart
  - Confluence du Rhin antérieur et du Rhin postérieur

### Sources du Rhin
Le Rhin antérieur est la source du Rhin, mais sa localisation précise fluctue selon les critères utilisés.
- Rhin :
  - Rhin antérieur :
    - Glogn
    - Rabiusa
    - Sources du Rhin :
      - Rein da Tuma (environ 71 km), source officielle à l’embouchure du ruisseau Rein da Tuma dans le lac de Toma (Tomasee en allemand).
      - Aua da Val(environ 70 km)
      - Rein da Maighels (environ 75 km)
      - Rein da Curnera (environ 74 km)
      - Rein da Nalps (environ 71 km)
      - Rein da Medel, Reno di Medel ou Froda (environ 76 km)

  - Rhin postérieur :
    - Albula :
      - Landwasser
      - Julia

## Bassins limitrophes

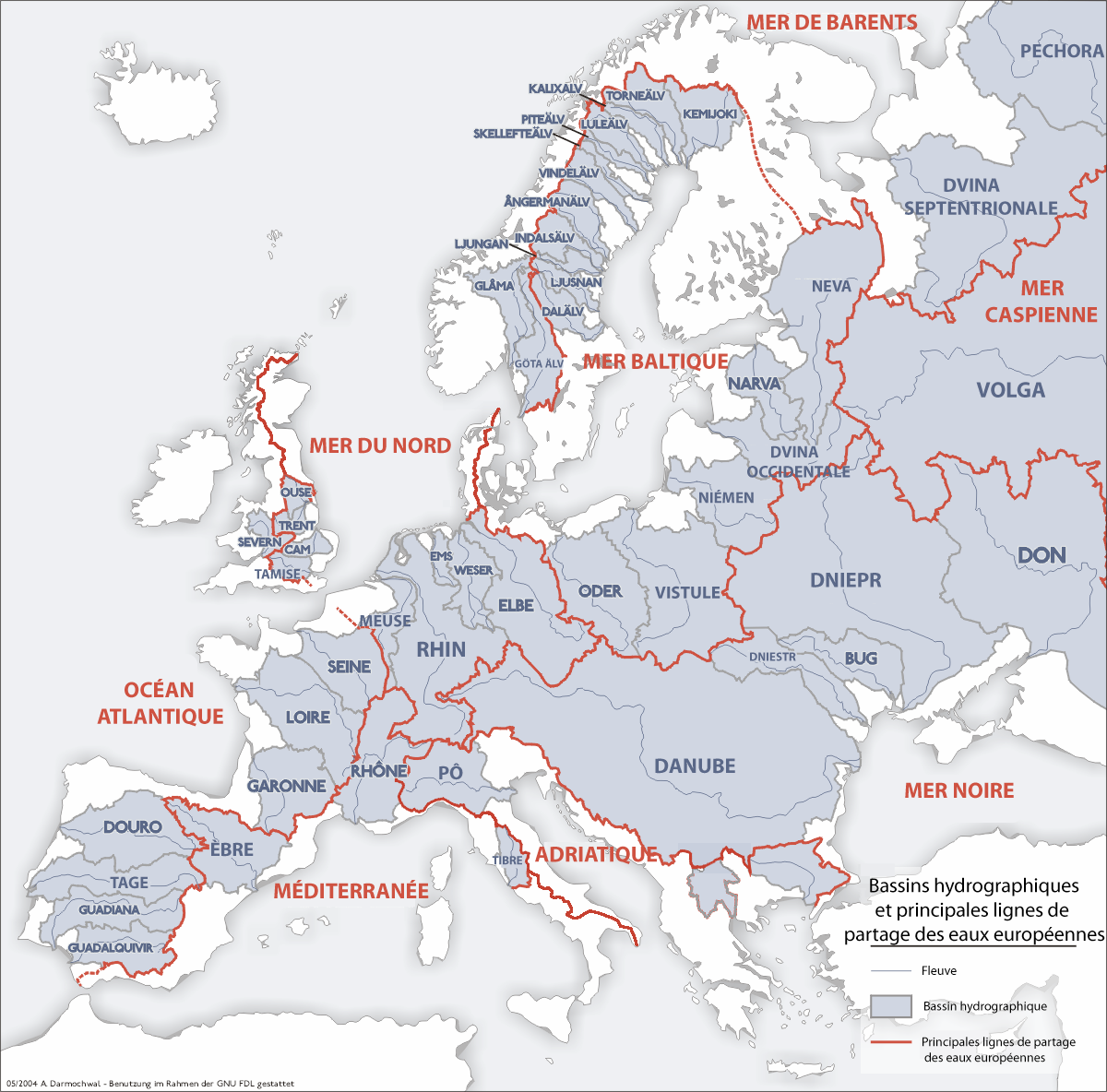
Carte des principaux bassins versants européens.

Le bassin du Rhin est limitrophe (à partir de l'ouest et dans le sens des aiguilles d'une montre) des bassins de la Meuse, de l'Ems, de la Weser et de l'Elbe (tous se déversant dans la mer du Nord ou la mer Baltique), du Danube (mer Noire), du Pô (mer Adriatique) et du Rhône (mer Méditerranée).